# Sagrada Familia del cordero
La Sagrada Familia del cordero es un cuadro del artista del Renacimiento Rafael Sanzio. Se conserva en el Museo del Prado de Madrid, procedente de las colecciones artísticas de los reyes de España.
Se trata de una pintura al óleo sobre tabla, de pequeño tamaño (28 x 21 centímetros), por lo que pudo ser un encargo para la devoción privada. Está firmada por el pintor en los bordados del escote del vestido de la Virgen, donde, entre otras letras ininteligibles, se lee claramente "URBINAS". Fue realizada en el año 1507, durante el período florentino de Rafael.

## Historia y análisis
El cuadro fue comprado por el rey Carlos IV de España, e ingresó en el museo en 1837. Existe un dibujo preparatorio para la composición, que se conserva en el Ashmolean Museum de Oxford. 
Las pinturas de Rafael presentando a la Sagrada Familia, bien acompañada de otros personajes a modo de Sacra conversazione, o bien sola en medio de un paisaje, son numerosas. Este es uno de los ejemplos más tempranos que se conocen de manos del artista; pintada durante su periodo de formación en Florencia, es una de las obras clave de Rafael de esa época.
La obra recoge influencias diversas. Se perciben ecos del maestro Perugino en el gusto por los detalles y la simetría de la composición; pero también de Leonardo da Vinci en el delicado sfumato que envuelve a los personajes.
Rafael presenta a María, José y Jesús niño jugando con un cordero en medio de un paisaje de idealizada belleza, con colinas arboladas, un lago, caminos serpenteantes y edificios; el cielo, claro y sin nubes, aparece surcado por una bandada de pájaros. Es una escena agradable y bucólica, aunque no falta la alusión al sacrificio redentor de Cristo en la figura del cordero, símbolo que también aparece en pinturas como Santa Ana, la Virgen y el Niño de Leonardo. 
A la izquierda del paisaje, en el camino que conduce hacia una especie de ciudadela, se aprecian las pequeñas figuras de una mujer con un niño en brazos a lomos de un animal, y un hombre llevando las riendas. Es una alusión evidente al episodio evangélico de la Huida a Egipto, y en tal caso la pintura habría de interpretarse como un Descanso en la huida a Egipto. Se explicarían así las formas arquitectónicas un tanto extrañas que se aprecian en el fondo, reflejando de este modo el exotismo de un país extranjero.
El pintor muestra un estudio de diversas actitudes y fisonomías humanas en la pintura: el anciano san José, que se muestra de pie, el rostro de perfil, apoyado de forma pesada y un tanto inestable en su vara; la Virgen, de juvenil rostro visto casi de frente, en postura arrodillada; y el Niño, sentado a horcajadas sobre el cordero, cuya figura infantil, desnuda, llevando una sarta de corales al cuello (que en la época eran considerados amuletos protectores de los niños), mira a su madre con la cabeza mostrando el perfil contrario al de san José. Este juego de posturas, miradas y actitudes contrapuestas está resuelto con gran maestría, encadenando todos los elementos en una diagonal ascendente de izquierda a derecha; esquema geométrico que será una constante en la obra de Rafael.
La gama cromática empleada es de gran armonía, predominado grises perlados, diversas gamas de azul y matices intensos de rojo y amarillo en las vestiduras de los personajes sagrados, cuyas vestiduras se enriquecen con bordados en oro en el caso de la Virgen y mangas con remate dorado en la figura de san José, que es el único de los personajes que no lleva aureola. Los tonos fríos del celaje fundiéndose con los verdes y dorados de las plantas y el agua, y la atmósfera unitaria que envuelve a personajes y paisaje en una misma luz, denotan la habilidad del artista y el magisterio que Leonardo ejerció sobre él.